# Blatné Revištia
Blatné Revištia este o comună slovacă, aflată în districtul Sobrance din regiunea Košice. Localitatea se află la altitudinea de 107 m deasupra n.m., se întinde pe o suprafață de 5,16 km2 și în 2017 număra 201 locuitori.

## Istoric
Localitatea Blatné Revištia este atestată documentar din 1244.

## Demografie
| An:                | 1994 | 2004   | 2014   | 2024   |
| ------------------ | ---- | ------ | ------ | ------ |
| Număr de persoane: | 224  | 216    | 218    | 221    |
| Diferență:         |      | −3,57% | +0,92% | +1,37% |

| An:                | 2023 | 2024 |
| ------------------ | ---- | ---- |
| Număr de persoane: | 221  | 221  |
| Diferență:         |      | +0%  |